# Polymerus holosericeus
Polymerus holosericeus is een wants uit de familie van de blindwantsen (Miridae). De soort werd het eerst wetenschappelijk beschreven door Carl Wilhelm Hahn in 1831.

## Uiterlijk
De glanzend zwarte blindwants is macropteer en kan 4 tot 5 mm lang worden. Het lichaam van de vrouwtjes is ovaal, bij de mannetjes langwerpig en is bij alle twee bedekt met glanzende, gouden, schubachtige haartjes. Het middenstuk van de voorvleugels is geel aan de achterkant en binnenkant net als het begin en de punt van het uiteinde van het hoornachtige deel van de vleugels (de cuneus). De kop heeft naast elk oog een licht vlekje. De antennes zijn geel, net als de pootjes. De dijen van de pootjes zijn voor een deel donker.

## Leefwijze
De aan het einde van het seizoen gelegde eitjes komen na de winter uit en er is een enkele generatie. De imagines van de wants kunnen van juni tot september in enigszins vochtige gebieden gevonden worden op walstro soorten zoals geel walstro (Galium verum), glad walstro (Galium mollugo) en moeraswalstro (Galium palustre).

## Leefgebied
De soort is in Nederland sinds 1955 niet meer waargenomen en is dus zeer zeldzaam. De verspreiding is Palearctisch, van Europa tot aan de Kaukasus.